# Sevdalinka

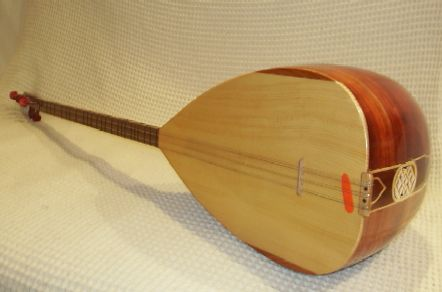
Eine Saz

Sevdalinka (Betonung auf der zweiten Silbe) ist eine musikalische Gattung und bezeichnet die traditionelle, ursprünglich städtische Liebeslyrik in Bosnien und Herzegowina. Sie ist vor allem die Volksmusik der Menschen in Bosnien-Herzegowina. Sevda (türkisch, „Liebe, Leidenschaft“, von arabisch saudā, „schwarze Galle“) steht für die bosnische Tradition und Folklore allgemein. Sie soll – ähnlich der portugiesischen Saudade – im Allgemeinen eine melancholische und schwermütige Stimmung beschreiben, die meistens durch Liebesgefühle oder tiefer, oft unerfüllter Leidenschaft einer Person, einer Stadt oder einer Region gegenüber, erzeugt wird. Bekanntes Beispiel dieser Gattung ist das schwermütige Lied Moj dilbere. Sie ist wesentlicher Bestandteil der bosniakischen Kultur.

## Geschichte
Die Geschichte der Sevdalinka geht auf das 16. Jahrhundert zurück. Im Osmanischen Reich gab es zunächst das Solo, später dann die Begleitung durch Langhalslaute Saz oder Shargija, Akkordeon, Violine, Rührtrommel, Rahmentrommel Daira, Gitarre, Kontrabass, und ab und zu auch Flöte und Klarinette.
Beeinflusst wurden die Sevdalinka des Weiteren durch die Musik der Roma, etwa die Zigeunertonleiter. Sevdalinka hat heute hohe kulturelle Bedeutung in Bosnien-Herzegowina, Kroatien, Montenegro und Serbien.
Bekannte Interpreten waren etwa Safet Isović, Meho Puzić, Silvana Armenulić, Nada Mamula und Zaim Imamović. Überregional bekannt ist z. B. die Mostar Sevdah Reunion.
Im Jahr 2024 wurde „Sevdalinka, traditionelles urbanes Volkslied“ von der UNESCO in die Repräsentative Liste des immateriellen Kulturerbes der Menschheit aufgenommen.

## Weitere bekannte Sevdalinka-Sänger
Beba Selimović, Emina Zecaj, Zora Dubljevic, Fatima Kadrić, Hasiba Agić, Himzo Polovina, Kadira Cano, Meho Puzić, Hamid Ragipovic-Besko, Nusreta Kobić, Midheta Handukić (Emina u. v. a.), Husein Kurtović (Ne klepeci Nanulama), Omer Pobrić, Zehra Deović, Jozo Penava, Hasim Muharemović, Muhamed Mešanović, Slobodan Lalić, Nedžad Salković, Husein Kurtagić, Mira Torbica, Muhamed Pašić Mašura, Hanka Paldum, Rešad Bešlagić, Radmila Jagodić, Merima Njegomir, Selim Salihović, Zekerijah Đezić, Fatima Kadrić, Nedeljko Bilkić, Safet Isović und Zaim Imamović.

## Texte
Auch die Gedichte von Lyrikern wie Safvet beg Bašagić, Aleksa Šantić und Musa Cazim Catić wurden als Sevdalinka gesungen.

## Bekannte Sevdalinka-Lieder
- Ah moj Aljo
- Anadolka
- Bosno moja divna mila
- Čije je ono djevojče
- Čudna jada od Mostara grada
- Da zna zora
- Došla voda (Mejra)
- Emina
- Evo ovu rumen ružu
- Iziđider, Fato
- Ja zagrizoh šareniku jabuku
- Jutros mi je ruža procvjetala
- Kad ja podjoh na Bentbašu  (Floete)  (Gitarre)
- Konja kuje Dizdarević Meho
- Kujundzija besjedio
- Mila majko šalji me na vodu
- Moj dilbere
- Mujo gleda u mahali
- U lijepom starom gradu Višegradu
- Ne klepeći nanulama
- Oj Safete sajo, Sarajlijo
- Šehidski Rastanak
- Što te nema (Warum bist du nicht hier?)
- S one strane Plive
- U Stambolu na Bosforu  (In Istanbul auf dem Bosporus)
- Zapjevala sojka ptica
- Zaplakala stara majka (Die alte Mutter weinte)
- Žute dunje (Voljelo se dvoje mladih)
- Zvjezda tjera Mjeseca (Der Stern verfolgt den Mond)

## Sevdalinka-Lieder / Interpreten neueren Datums
- Divanhana[6] (Album: Zukva, Erscheinungsdatum: 2016 Label: ARC)
- Amira Medunjanin[7] (Album: Rosa, 2005, es wurde zusammen mit Mostar Sevdah Reunion aufgenommen)
- Mostar Sevdah Reunion (Das erste Album – 1999)
- Božo Vrećo[8] (Alben: Moj Sevdah, 2014, Pandora, 2017 und Melek, 2018)
- Halka (Alben: Halka, 2013 und O Ljubavi, 2014)[9]

## Diskografie
- Mujo kuje konja po mjesecu – Zaim Imamović
- Sarajevo, divno mjesto – Himzo Polovina
- Sevdah i suze – Himzo Polovina
- Sevdalinke (1999) – Silvana Armenulić
- Iz Kulturne Baštine BiH 1 (2001) – Hanka Paldum i Sejo Pitic
- Vječne Sevdalinke (2001) – Behka i Ljuca uz saz
- Traditional Bosnian Songs (2002) – Emina Zecaj i sazlija Mehmed Gribajčević
- Molila Se Žuta Dunja (2002) – Ibro Selmanović
- Legenda o Bosni (2003) – Safet Isović
- Izabrane Sevdalinke 1 i 2 – Safet Isović
- Amanet (2003) – Ibrica Jusić
- Noć Sevdaha (2003) – Fatima Kadrić
- A Secret Gate (2003) – Mostar Sevdah Reunion
- Pjesme u srcu i duši desetogodišnje djevojčice (2005) – Alma Subašić
- Wiener Tschuschenkapelle & Jovica Petković / Bosanske Sevdalinke, 2006, erschienen bei Extraplatte